# Classificação Internacional de Assistência Primária
A Classificação Internacional de Assistência Primária (CIAP) é a versão portuguesa de International Classification of Primary Care (ICPC), desenvolvida pela organização internacional dos médicos generalistas (Wonca).

## Ver Também
- Atenção primária à saúde
- Centro de Saúde
- Medicina de Família e Comunidade
- Medicina familiar
- Medicina Geral e Familiar
- Médico de saúde pública